# Dactylospora microspora
Dactylospora microspora är en lavart som beskrevs av Etayo 1991. Dactylospora microspora ingår i släktet Dactylospora och familjen Dactylosporaceae.   Inga underarter finns listade i Catalogue of Life.